# Reggenza di Way Kanan
La reggenza di Way Kanan (in indonesiano: Kabupaten Tulang Bawang Barat) è una reggenza dell'Indonesia, situata nella provincia di Lampung.